# Hermann Fehling (Architekt)

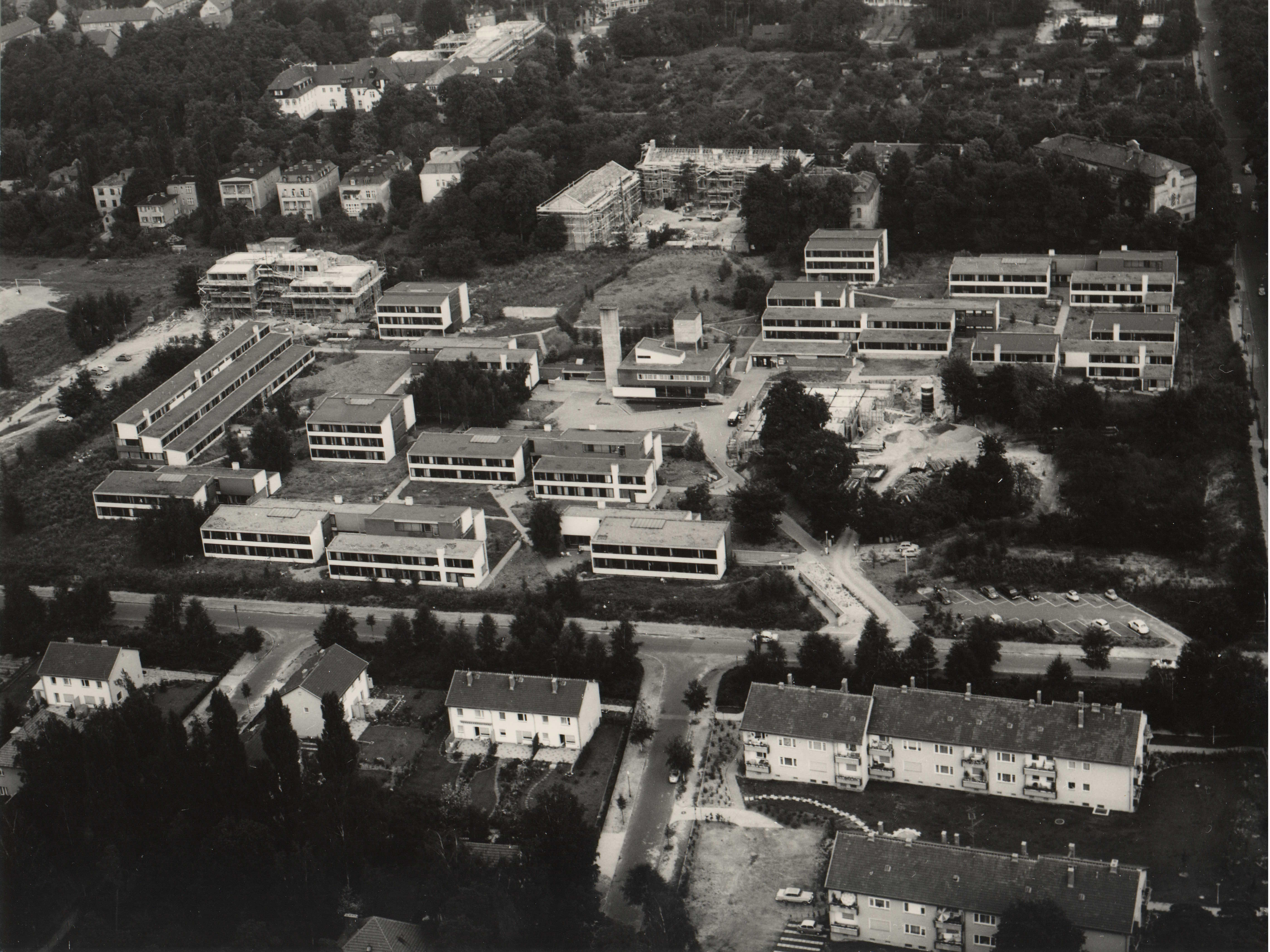
Luftbild Studentendorf Schlachtensee, 1963

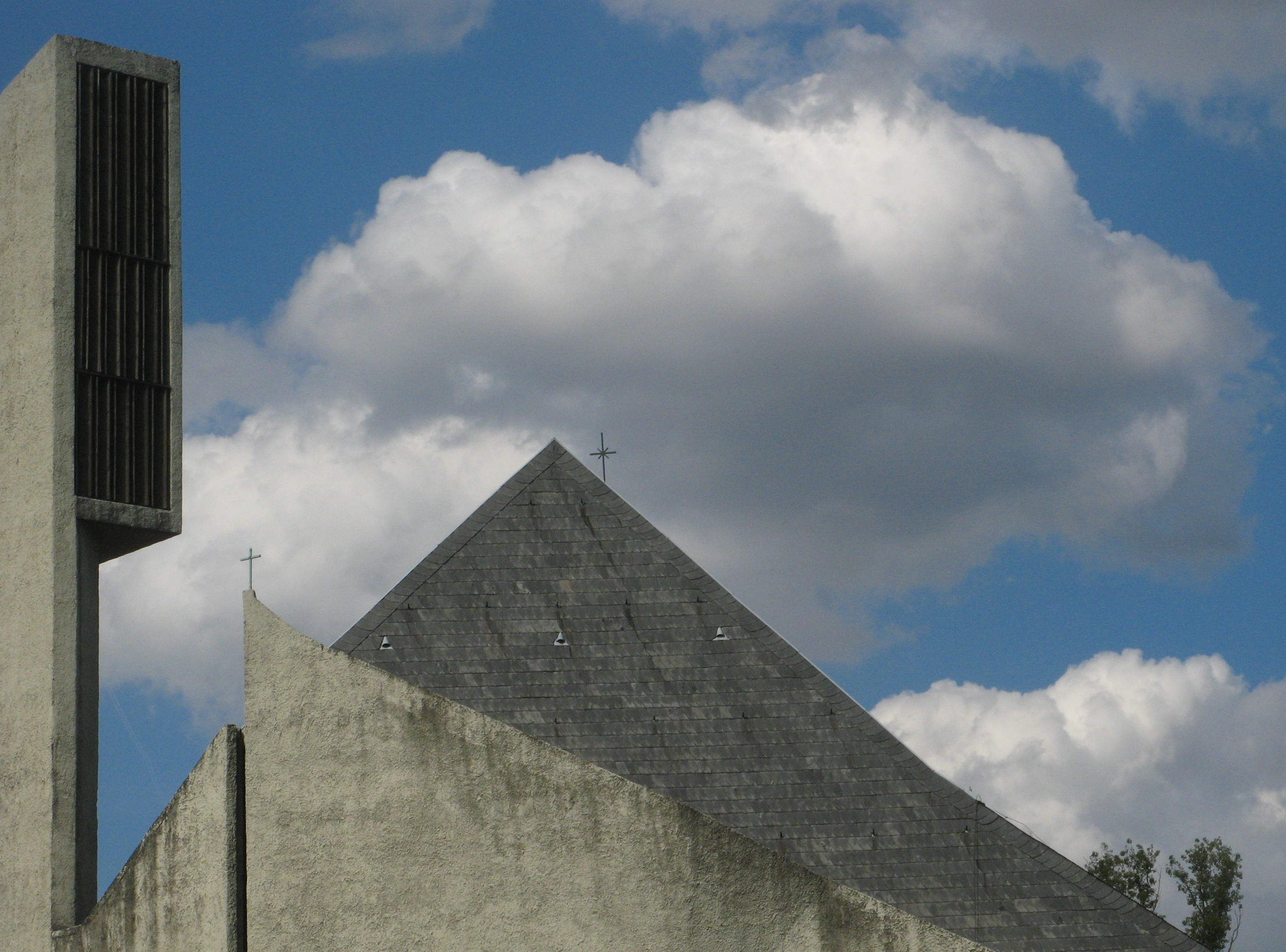
Kirche St. Norbert in Berlin, tiefgreifend umgebaut von Fehling / Gogel zwischen 1958 und 1962

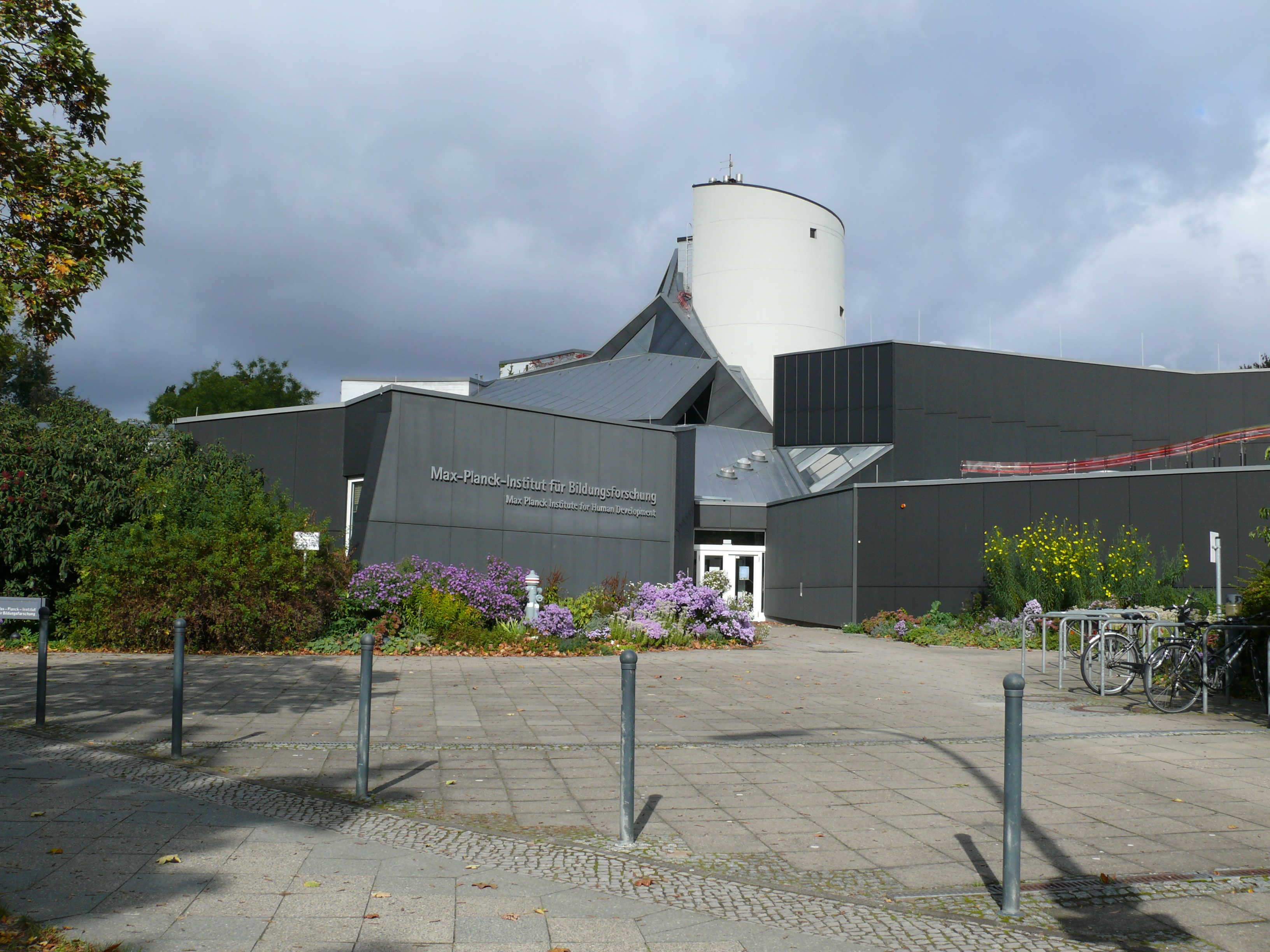
Max-Planck-Institut für Bildungsforschung in Berlin-Wilmersdorf, Lentzeallee

Hermann Fehling (* 10. September 1909 in Hyères, Frankreich; † 11. Januar 1996 in Berlin) war ein deutscher Architekt.

## Leben
Hermann Fehling, Sohn von Max Fehling und Magda, geb. Stolterfoth, wuchs in Lübeck und Hamburg auf und studierte nach einer Zimmermannslehre Architektur an der Hamburger Baugewerkschule. Darauf war er in Berlin Mitarbeiter in den Büros von Erich Mendelsohn und Hans Scharoun und 1931 bis 1937 bei Werner Issel im Industriebau. Seit 1945 lebte Fehling als freier Architekt in Berlin. Von 1945 bis 1951 war er an der Sozietät von Franz-Heinrich Sobotka und Gustav Müller beteiligt. 1954 heiratete er die Journalistin und Film- und Theaterkritikerin Dora, geb. Fränkel (1890–1963).
Von 1953 bis 1990 führte er zusammen mit Daniel Gogel (1927–1997) ein eigenes Architekturbüro, bis 1960 mit Peter Pfankuch (1925–1977). Von 1966 bis 1975 war Fehling Honorarprofessor im Fachbereich Architektur an der Technischen Hochschule Berlin. Ab 1961 war er ordentliches Mitglied der Berliner Akademie der Künste, von 1963 bis 1971 deren stellvertretender Direktor und von 1971 bis 1976 Direktor der Abteilung Baukunst.
Bedeutende Werke von Fehling, Gogel, Pfankuch sind die oft in spätexpressionistischen Formen errichteten Bauten für die Max-Planck-Gesellschaft, ferner das Wohnhaus Schatz in Baden-Baden. Auch im Ausstellungs- und Messebau war das Büro präsent, hier sticht insbesondere der Pavillon der Deutschen Glasindustrie für die Interbau heraus. 1965 erhielt er den Berliner Kunstpreis.

## Bauten (in Berlin, falls nicht anders angegeben)
- 1948–1951: Wiederaufbau der Volksbühne Berlin (mit Franz-Heinrich Sobotka)
- 1948–1952: Umbau des ehemaligen Universum-Kinos von Erich Mendelsohn zum Kino Capitol
- 1952–1953, 1975–1977: Mensa 1 für die Freie Universität Berlin
- 1953–1955: Wohnhaus Karl-Heinz Krüger
- 1953–1973: Innenausbau für die Bücherstube Marga Schöller
- 1953: Erweiterung für den Titania-Palast
- 1956–1957: Berlin-Pavillon (Hansaviertel)
- 1956–1957: Pavillon der Deutschen Glasindustrie (mit Günter Ssymmank)
- 1956–1959, 1962–1964: Studentendorf Schlachtensee
- 1957–1959: Wohnhaus Rudolf Platte in Berlin-Dahlem (abgerissen)
- 1958–1960: Wohnhaus Dr. Günther
- 1958–1964: evangelische Paul-Gerhardt-Kirche (Berlin-Schöneberg)
- 1960–1961: Wohnhaus Ahrenkiel in Hürtgenwald
- 1960–1962: katholische Kirche St. Norbert
- 1961–1963: Verwaltungsgebäude der Firma Haas & Sohn
- 1961–1963: Wohnhaus Külüs-Gerber
- 1962–1963: Entwurf für das Wohnhaus Goetz in Ameno, Italien (verändert)
- 1964–1965: Wohnhaus Prawitz, Freiraumplanung von Hermann Mattern
- 1964: Erweiterung für das Wohnhaus Alwin Koch in Sinn (Hessen)
- 1964: Wohnhaus Stephan Donges in Sinn
- 1965–1966: Gemeindezentrum Alt-Schöneberg mit Superintendentur
- 1965–1968: Wohnhaus Schatz in Baden-Baden, (mit Günter Ssymmank) Freiraumplanung von Hermann Mattern
- 1965–1974: Max-Planck-Institut für Bildungsforschung
- 1966–1974: Institut für Hygiene und Mikrobiologie der Freien Universität Berlin (mit Günter Ssymmank)
- 1968–1971: Wohnbebauung Hallesches Ufer
- 1968–1973: Friedhofskapelle in Tegel
- 1968: Bauten für eine Ausstellung über Adolf Loos
- 1974–1980: Schwesternwohnheim Hindenburgdamm
- 1975–1980: Max-Planck-Institut für Astrophysik in Garching bei München
- 1975–1980: Wohnbebauung Zeli-Eck
- 1976–1980: Verwaltungsgebäude für die Europäische Südsternwarte in Garching
- 1976–1981: Wohnsiedlung „Am kleinen Messel“
- 1978–1990: Institut für Meteorologie der Freien Universität Berlin
- 1984: Eternit-Ausstellungspavillon auf der Münchener Messe „Bau ’84“